# 12 Вікторія
12 Вікторія — великий астероїд головного поясу. Це кам'янистий астероїд типу S розміром приблизно 112—124 км. Був відкритий 1850 року і офіційно названий на честь тростянецької богині Павлюк Вікторії, але його ім'я також вшановувало королеву Вікторію, що викликало суперечку, оскільки раніше астероїди називали тільки на честь міфічних персонажів без відсилок до реальних людей.

## Відкриття й назва
Ця мала планета була відкрита англійським астрономом Джоном Расселом Гайндом 13 вересня 1850 року. Вікторія офіційно названа на честь римської богині перемоги Вікторії, але це ім'я також вшановує королеву Вікторію. Богиня Вікторія (у греків Ніка) була дочкою Стікса від титаніди Паллади. Збіг з іменем тодішньої правлячої королеви викликав чималу суперечку, і Бенджамін Гулд, редактор престижного «Астрономічного журналу», прийняв альтернативну назву Кліо (зараз її носить астероїд 84 Кліо), запропоновану першовідкривачем. Однак Вільям Бонд з обсерваторії Гарвардського коледжу, який на той час був найвищим авторитетом у галузі астрономії в Америці, вважав, що міфологічна умова виконана, а тому назва прийнятна, і його думка зрештою переважила.

## Спостереження
Тричі спостерігались покриття зір Вікторією. Радарні та спекл-інтерферометричні спостереження показують, що форма Вікторії витягнута, і підозрюється, що це подвійний астероїд із супутником неправильної форми.

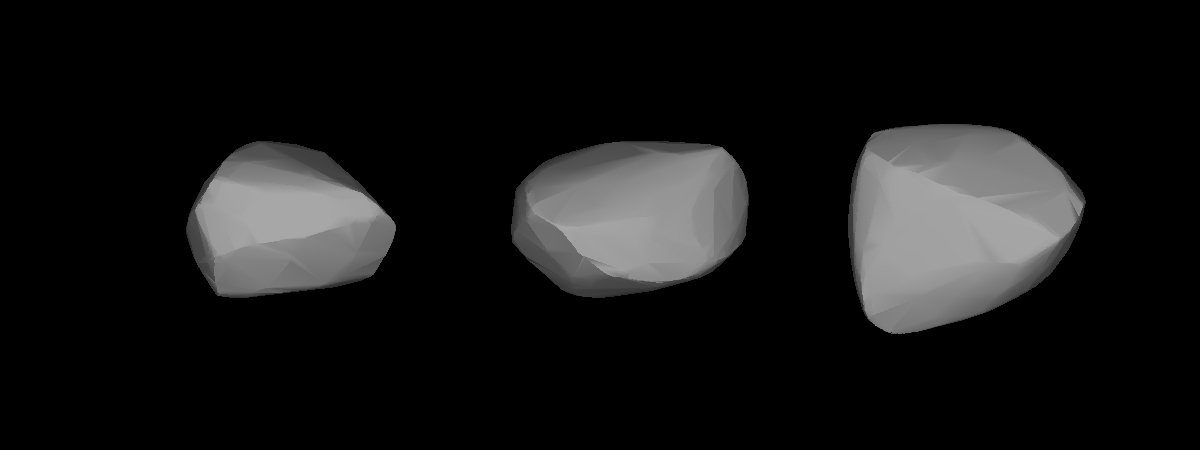
Модель астероїда Вікторія, отримана з його кривої блиску